# Энергетика Казахстана
Казахстан владеет запасами энергетических ресурсов, такими как нефть, природный газ, уголь, уран.
По итогам 2017 года, объём производства электроэнергии в Казахстане составил 103,14 млрд кВт·ч (по итогам 2018 года 106,8 млрд кВт·ч). Казахстан является нетто-экспортёром электроэнергии. В 2017 году избыток выработки электроэнергии составил 4,53 млрд кВт⋅ч.

## Производство электроэнергии

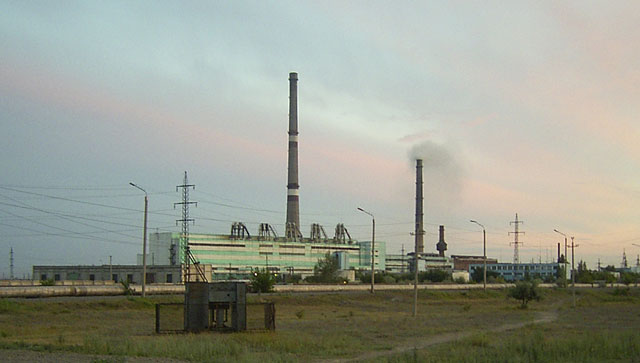
Экибастузская ТЭЦ

Суммарная установленная мощность всех электростанций Казахстана составляет 18 992.7 МВт электроэнергии. Однако, выработка большинства электростанций не достигает установленной мощности. Выработка по типу электростанций распределяется следующим образом:
- ТЭС (тепловые электростанции) — 87,7 %;
  - КЭС (конденсационная электростанция) — 48,9 %;
  - ТЭЦ (теплоэлектроцентраль) — 36,6 %;
  - ГТЭС (газотурбинная электростанция) — 2,3 %;
- ГЭС (гидроэлектростанции) — 12,3 %.

Около 70 % электроэнергии в Казахстане вырабатывается из угля, 14,6 % — из гидроресурсов, 10,6 % — из газа и 4,9 % — из нефти.

## Тепловая энергетика
Основной объём электроэнергии в Казахстане вырабатывают 39 тепловых электростанций, работающих на углях Экибастузского, Майкубенского, Тургайского и Карагандинского бассейнов. Крупнейшая из построенных в Казахстане — ГРЭС-1 Экибастуза — 8 энергоблоков с установленной мощностью 500 МВт каждый, по состоянию на 1 января 2015г располагаемая мощность станции составляет 4000 МВт. Наибольшую выработку электроэнергии осуществляет Аксуская (Ермаковская) ГРЭС. В 2006 году эта станция выработала 16 % всей электроэнергии, произведённой в Казахстане.

### Атомная энергия
В 1957 году в республике был образован Институт ядерной физики и наукоград Алатау. В 1961 году при институте было начато строительство исследовательского реактора, а в 1967 малый ядерный реактор ВВР-К был введен в эксплуатацию для научных экспериментов и исследований. Также в Курчатове было налажено еще несколько исследовательских реакторов: в 1960 году — ИГР и в 1972 году — ИВГ.1. В 1973 года в городе Актау ввели в эксплуатацию первый в мире опытно-промышленный энергетический реактор на быстрых нейтронах БН-350 мощностью в 350 МВт. В 1999 году использование единственного промышленного реактора в городе Актау было прекращено. Таким образом атомная энергия в Казахстане стала использоваться только в научных и исследовательских целях. Позже небольшой исследовательский реактор в Алатау начали использовать еще и для производства медицинских радиоизотопов и гамма источников для промышленности. С 1990-х годов в стране неоднократно поднимался вопрос по строительству новых атомных станций. В сторону развития атомной энергетики в Казахстане указывал тот факт, что страна являлась одним из крупнейших поставщиков ядерного топлива в мире. Так, по данным МАГАТЭ запасы урана в стране были оценены в 900 тысяч тонн. Основные залежи этого сырья расположены на юге Казахстана (Туркестанская и Кызылординская области), западе в Мангыстау, на севере Казахстана (месторождение Семизбай).
С 1997 года атомная отрасль в Казахстане регулируется «Казатомпромом». В стране эксплуатируются около 5 исследовательских ядерных реакторов.
В XXI веке на фоне роста экономики и потребления энергии, а также в рамках декарбонизации в Казахстане всё больше вставал вопрос о развитие атомной энергетики. В этот период правительство страны обсуждало развитие этого направления. Так в 2013 году между Казахстаном и Японией был подписан меморандум о сотрудничестве в атомной сфере. В 2014 году обсуждался вопрос постройки двух АЭС — близ Курчатова и Улькена. Тем временем в 2017 году в Казахстане открылся Банк низкообогащенного урана МАГАТЭ, а в Курчатове осуществлён первый этап физического пуска Токамака (КТМ). В 2021 году было запущено совместное казахстано-китайское предприятие предприятие ТОО «Ульба-ТВС» (дочернее предприятие АО «УМЗ» и CGN), на котором было налажено производство ядерного топлива. Ядерное топливо предприятия начало поставляться на китайские АЭС, хотя возможны и поставки на французские АЭС, поскольку китайские и французские АЭС работают на одном типе атомного топлива дизайна AFA 3G от компании Framatome. В 2024 году, учитывая негативное наследие Семипалатинского испытательного полигона, вопрос строительства атомной станции был вынесен на общенациональный референдум, по результату которого большинство населения проголосовало за строительство АЭС. В 2020-х годах строительство одной АЭС обсуждалось с российскими, французскими, китайскими и корейскими компаниями. В тоже время в Казахстане имеется собственное предприятие ТОО «Ульба-ТВС», которое с 2021 году производит ядерное топливо, подходящего под китайские и французские АЭС. В 2024 году сообщалось, что АЭС будет располагаться близ села Улькен у озера Балхаш с приблизительной мощностью от 2 до 2,8 ГВт.

## Возобновляемая энергия
Географические и климатические факторы страны способствуют развитию энергии из возобновляемых источников (ВИЭ). Так юг Казахстана характерен высокой степенью инсоляции, а обширные степи страны предопределяют развитие ветроэнергетики.
В I полугодии 2018 года установленная мощность объектов ВИЭ была 427,5 МВт. На малые ГЭС приходятся — 198,2 МВт; на ВЭС — 121,45 МВт; на СЭС — 107,56 МВт; 3 тыс. кВт — на биоэлектростанции. В 2020 году мощность солнечных электростанций — 697 МВт, ветроэлектростанции — 336 МВт, гидро- и биоэнергетика — 224 МВт. В 2021 году мощность возобновляемой энергетики составляла 7 086 МВт.
В 2023 году доля возобновляемой энергетики от общего объема выработки энергии в стране составляла 5,92 %, а с учётом гидроэлектростанций доля «чистой» энергии составляет 13,7 %.
В ноябре 2024 года главы трёх стран — Узбекистана, Казахстана и Азербайджана подписали соглашение о передаче «зелёной» энергии между странами. В рамках соглашения Азербайджан заявил о прокладке кабеля по дну Чёрного моря для соединения Центральной Азии, Кавказа, Европы, Каспийского и Чёрного морей единым энергокоридором.
В 2024 году в Казахстане были введены объекты по производству электроэнергии за счёт возобновляемых источников суммарной установленной мощностью 3032 МВт. Доля вырабатываемой энергии за счёт ВИЭ достигла 6,43 %. Министерство Энергетики Казахстана на пресс-конференции по итогам года сообщило, что в Казахстане всего действуют: 59 ветровых электростанций (1 409,55 МВт), 46 солнечных электростанций (1 222,61 МВт), 3 биогазовые станции (1,77 МВт). Среди запущенных проектов ВИЭ — крупные ветровые электростанции в Жамбылской области, ВЭС Total Energies (1 ГВт) и ВЭС Masdar (1 ГВт), а также Юнигрин Энерджи (1 ГВт) в области Жетысу.
В 2024 году, по данным IRENA, в стране имелось 5 419 МВт установленной ВИЭ с учётом гидроэнергетики.

### Гидроэнергетика
В Казахстане имеются значительные гидроресурсы, теоретически мощность всех гидроресурсов страны составляют 170 млрд кВт·ч в год. Основные реки: Иртыш, Или и Сырдарья. Экономически эффективные гидроресурсы сосредоточены в основном на востоке (горный Алтай) и на юге страны. Крупнейшие ГЭС: Бухтарминская, Шульбинская, Усть-Каменогорская (на реке Иртыш) и Капчагайская (на реке Или) — обеспечивают 10 % потребностей страны.
В Казахстане планируется увеличение использования гидроресурсов в среднесрочном периоде. В декабре 2011 года была запущена в эксплуатациюМойнакская ГЭС (300 МВт), проектируются Булакская ГЭС (80 МВт), Кербулакская ГЭС (50 МВт) и ряд малых ГЭС.
В 2021 году мощность гидроэнергетики составляла 3 066 МВт.

### Биоэнергетика
В 2021 году мощность биоэнергетики составляла 16 МВт. В 2021 году мощности биогаза составила 16 МВт.

### Ветроэнергетика

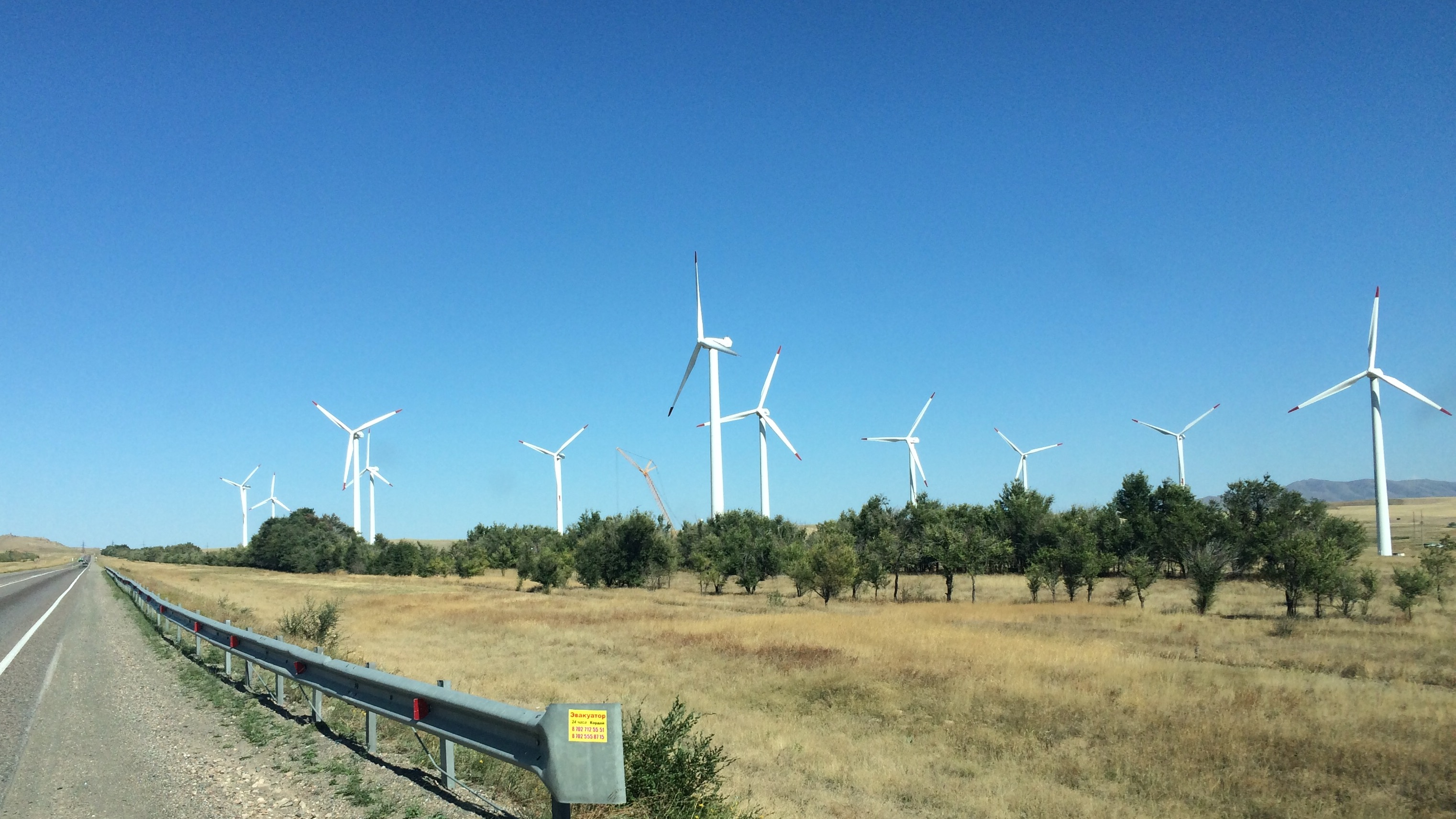
Ветроэлектростанция на Кордайском перевале, 2015

Обширные степи Казахстана способствуют развитию сильных ветров, так например, в районе Джунгарских ворот и Чиликского коридора, средняя скорость ветра составляет от 5 до 9 м/с. Эти факторы предопределяют развитию ветровой энергетики в стране.
В декабре 2011 года в районе перевала Кордай Жамбылской области была введена в эксплуатацию первая в Казахстане ветроэлектростанция мощность 1 500 кВт. Затем там же началась постройка Кордайской ВЭС. Первый этап из 9 ветрогенераторов был сдан в 2014 году, на последующих этапах количество ветрогенераторов было доведено до 21, таким образом общая мощность ВЭС составила 21 МВт.
В октябре 2013 года состоялась закладка капсулы Ерейментауской ВЭС (г. Ерейментау) мощностью 45 МВт. В 2015 году объект, состоящий из 22 ветрогенераторов, был введён в эксплуатацию, установленная мощность ВЭС составила 45 МВт. В 2020 году в том же районе планировалась расширение станции, однако к 2023 году проект приостановился из-за судебных разбирательств.
В 2019 году началось строительство ВЭС в Жамбылской области близ города Жанатас, состоящая из 40 ветровых установок, в 2021 году Жанатасская ВЭС была введена в эксплуатацию, мощность ВЭС составила 100 МВт. Обсуждения данного проекта началось ещё в 2013 году.
В июле 2020 года состоялся запуск первой очереди ВЭС «Бадамаша» в Актюбинской области, мощностью 48 МВт. В марте 2022 года состоялся запуск второй очереди проекта с мощностью также в 48 МВт.
В августе 2021 года в Костанайской области запустили ВЭС «Ыбырай» мощностью 50 МВт.
В июле 2022 года в Аягозском районе области Абай запущена ВЭС «Абай-1» мощностью 100 МВт. В феврале 2023 года в Сарканском районе области Жетысу состоялся запуск ВЭС «Абай-2» мощностью 50 МВт.
В 2022 году открыта ветроэлектростанция «Шелек» мощностью 60 МВт, а в 2023 году появились планы по увеличению этой станции.
В 2023 году были запущены следующие ВЭС: «Борей Энерго-1», «Борей Энерго-2», «Energo Trust», «Eco Watt AKA» по 50 МВт каждая.
В 2024 году сдана в эксплуатацию ВЭС «Шокпар» (Жамбылская область) мощностью 100 МВт, проект Шокпарской ВЭС появился еще в 2013 году.
В 2024 году заявлялись планы на ввод в эксплуатацию ВЭС на общую мощность в 9 ГВт. При этом, пять компаний — Masdar, TotalEnergies, ACWA Power, Unigreen Energy и CPIH — обязались построить по одной ВЭС мощностью 1 ГВт каждая.
В 2021 году мощность ветроэнергетики составляла 1 170 МВт. К середине 2024 года в Казахстане действовало 59 ветровых электростанций общей мощностью в 1,4 ГВт.

### Солнечная энергетика

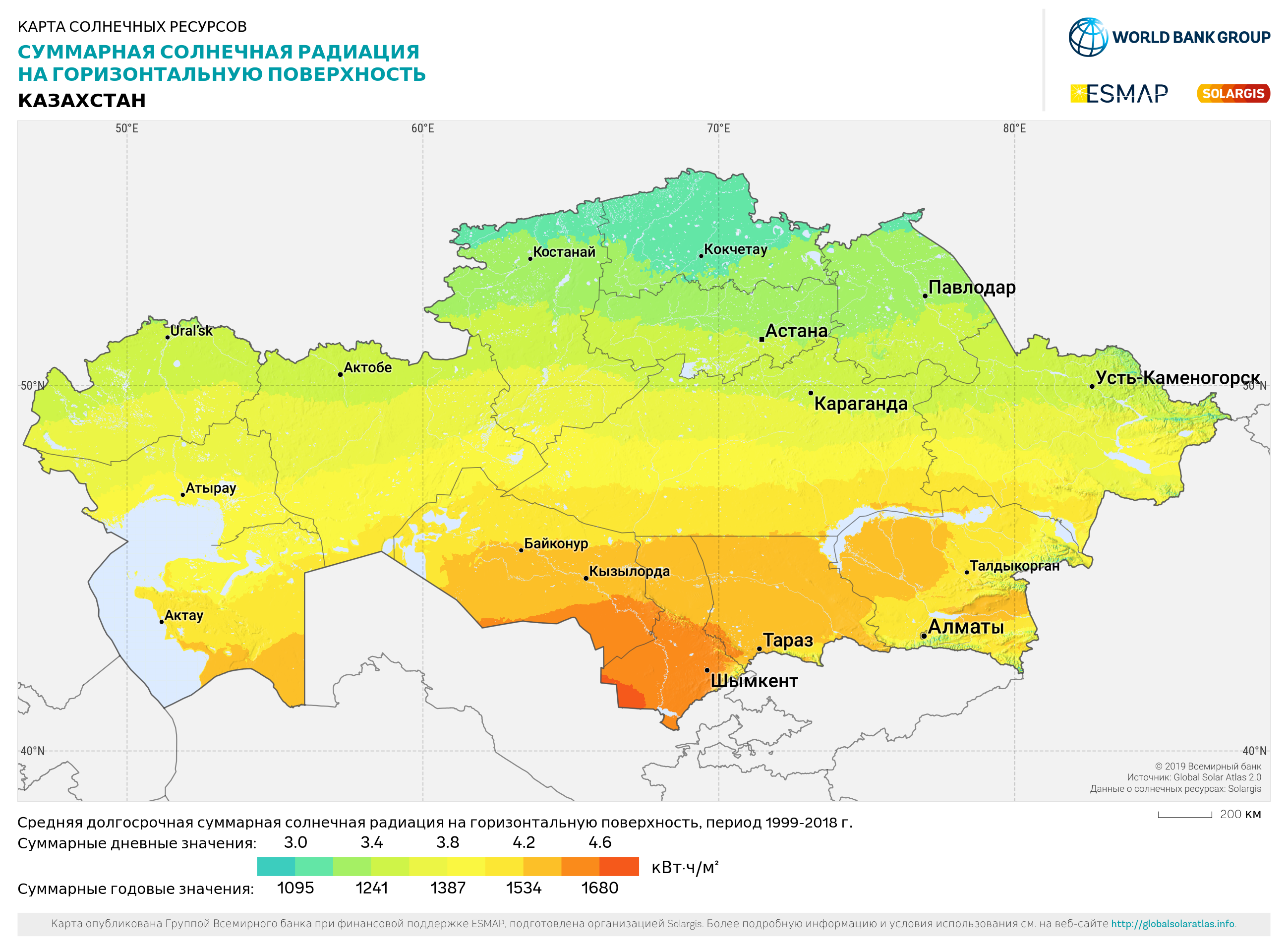
Суммарная солнечная радиация в Казахстане

Использование солнечной энергии в Казахстане также незначительно, при том, что годовая длительность солнечного света составляет 2200—3000 часов в год, а оцениваемая солнечная радиация 1300—1800 кВт*ч на 1 м² в год.
В 2010 году был дан старт проекту KazPDсглавная цель которого создать полное вертикально-интегрированное производство фотоэлектрических модулей на основе казахстанского кремния. KazSilicon добывает кремний в городе Уштобе (Алматинская область). Kazakhstan Solar Silicon в Усть-Каменогорске осуществляет переработку сырья и производит кремниевые ячейки. На предприятии Astana Solar в Астане осуществляется последняя степень передела — сборка фотоэлектрических модулей.
В конце 2012 года в Жамбылской области Кордайском районе была введена в эксплуатацию первая очередь солнечной электростанции — «Отар» (первая очередь), мощность — 504 кВт, проектная мощность 7 МВт.
20 декабря 2013 года в ходе общенационального телемоста «Сильный Казахстан — построим вместе!» был дан старт работе Капшагайской СЭС (г. Капшагай Алматинской области) мощностью 2 мегаватт, где применена технология слежения за солнцем. Проект реализован дочерней компанией АО «Самрук-Энерго» ТОО «Samruk-Green Energy».
В 2021 году мощность солнечной энергетики составляла 2 834 МВт.

## Потребление электроэнергии
Потребители электроэнергии:
- промышленность — 60 %
- домашние хозяйства — 9,3 %
- сектор услуг — 8 %
- транспорт — 6 %
- сельское хозяйство — 2 %.

## Электрические сети

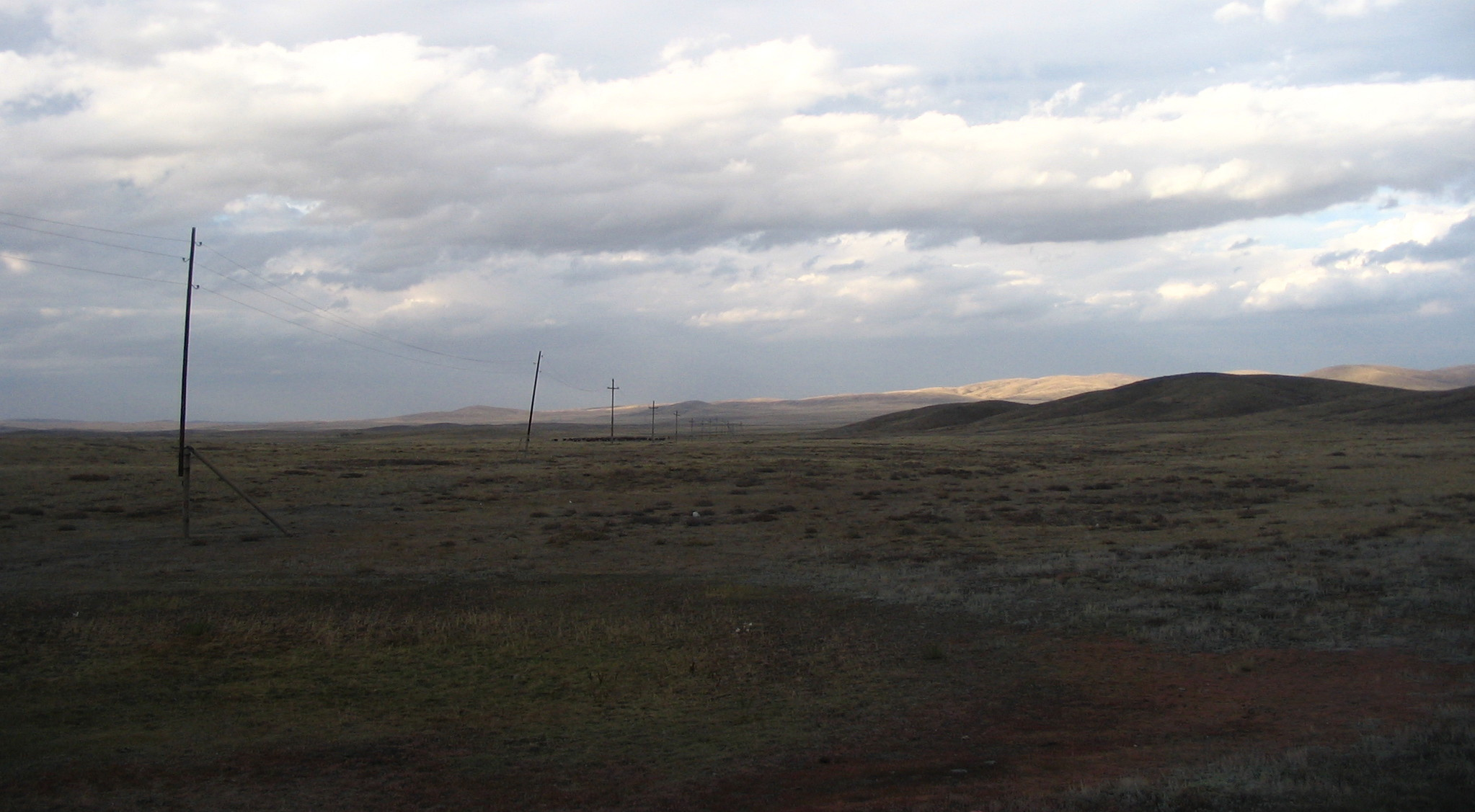
Степь возле Каркаралинска

Общая протяжённость электрических сетей общего пользования в Республике Казахстан составляет:
- сети с напряжением 1150 кВ — 1,4 тыс. км (в настоящее время эксплуатируются на напряжении 500 кВ)
- сети с напряжением 500 кВ — около 7,4 тыс. км
- сети с напряжением 330 кВ — более 1,8 тыс. км
- сети с напряжением 220 кВ — более 20,2 тыс. км
- сети с напряжением 110 кВ — около 44,5 тыс. км
- сети с напряжением 35 кВ — более 62 тыс. км
- сети с напряжением 6—10 кВ — около 204 тыс. км

При передаче и распределении электроэнергии имеются большие потери — 21,5 %
Линии электропередачи и распределительные сети Казахстана разделены на 3 части: две на севере и одна на юге, каждая из которых соединена с какой-либо внешней энергетической системой (Единой энергетической системой России на севере и Объединённой энергетической системой Средней Азии на юге). Соединяются эти системы между собой только одной линией. В настоящее время ведётся строительство второй линии, соединяющей Северную и Южную энергосистемы и рассматривается возможность строительства линии, соединяющей Западную энергосистему с Северной.

## Проблемы

### Нехватка угля
На заседании правительства премьер-министр Алихан Смаилов спросил главу Минэнерго Болата Акчулакова, почему запасы угля в некоторых регионах ниже нормативов. По словам министра, на складах энергоисточников запасы угля составляют около 3 млн тонн.
«Это в целом соответствует утвержденным нормам. Однако на некоторых станциях данный норматив не обеспечен — это Карагандинская ТЭЦ, Темиртауская ГРЭС — на 15 суток при норме 20. На Павлодарской ТЭЦ на 7 суток при норме 10 и на Петропавловской ТЭЦ на 17 суток при норме 20». Болат Акчулаков.
По его словам, дважды в сутки Комитет энергонадзора проводит с участием указанных электростанций и КТЖ селекторное совещание.
«За истекший период запасы угля на Петропавловской ТЭЦ восполнен. Сейчас дополнительно прорабатывается с КТЖ. Еще осталось три дня, заполним». Болат Акчулаков.
Ранее Болат Акчулаков сообщил, что на капитальный ремонт оборудования ТЭЦ в «красной» зоне требуется на 2023 год 182 млрд тенге.

### Изношенность ТЭЦ
Средний износ оборудования ТЭЦ в Казахстан составляет 66%, при этом износ ТЭЦ в городах Уральск, Степногорск, Тараз, Кызылорда, Кентау превышает 80%, передает BaigeNews.kz. Об этом сообщил министр энергетики Болат Акчулаков на заседании правительства.
По его словам, средний возраст ТЭЦ страны составляет 61 год, из них около 76% ТЭЦ отработало более 50 лет. Количество аварийных отключений на электростанциях по итогам 2021 года вырос на 5% по сравнению с 2020 годом.
«Для минимизации рисков при прохождении следующего отопительного сезона для ТЭЦ, находящихся в красной зоне, был определен объем проведения капитальных ремонтов основного оборудования, реконструкции, модернизации 98 котлов, 54 турбин. По проведенным предварительным расчетам в рамках бенчмаркинга для выполнения перечисленных работ необходимо финансирование в объеме 182 миллиарда тенге, срок реализации — 2023 год», — сообщил министр.
Денежные же средства, предусмотренные для ремонтов энергопроизводящих организаций с учетом утвержденных тарифов на электрическую и тепловую энергию, составляют 93 миллиардов тенге.
«На текущий момент доходы электростанций от реализации электрической и тепловой энергии в рамках утвержденных тарифов не покрывают расходы для выполнения полноценных ремонтов. Таким образом сумма недофинансирования составляет 88 миллиардов тенге. Для реализации вышеуказанных работ по 12 ТЭЦ, которые находятся в коммунальной и квазигосударственной собственности, предлагается профинансировать из государственного бюджета, а по 22 частным ТЭЦ — за счет собственника», — отметил Акчулаков.
Министерством энергетики РК завершен анализ по техническому состоянию ТЭЦ. На сегодня в стране функционирует всего 37 теплоэлектроцентралей, из них в красную зону вошли — 19 ТЭЦ, в желтую — 11 и в зеленую — 7 ТЭЦ.

#### Недостаточная газификация
Казахстан занимает 19 место в мире и четвертое место среди государств СНГ по запасам газа. Но при этом около половины населения страны не имеют доступа к газу и топят углем.
Потребление газа в Казахстане  устойчиво растет – с 2017-го по 2021-й годы оно выросло почти на 5 млрд кубов, по информации Министерства энергетики. По итогам 2021 года уровень газификации страны составил 57,67 %, то есть 11 миллионов человек получили доступ к газу. Около 42% негазифицированных казахстанцев, а это примерно 8-9 миллионов человек, живут без газа и топят углем.
По данным министра энергетики Болата Акчулакова, наименее газифицированные области – Атырауская, Алматинская и Мангистауская.
Сагымбай Жанахметов – старожил села Бигаш Алматинской области. По его словам, им еще 10 лет назад обещали провести домой газ, но с тех пор ничего не изменилось.
«Нам каждый год обещают провести газ, воду и интернет. Но все происходит только на словах. Всю жизнь топим печь на угле или на дровах. Зимой покупаем 10 тонн угля, деньги берем в долг. Сейчас уже здоровье не позволяет. Сколько раз заходили к акиму села, он говорит, что скоро будет газ. Но этому не верим», – сетует Жанахметов.
В селе Зелёное Западно-Казахстанской области в 2014 году провели газ. Однако на все дома средств не хватило. Голубое топливо провели только к домам акима, некоторых чиновников и главным зданиям. Хотя село находится в 5 км от города Уральск, жители вынуждены топить печь углем, носить воду из колодца.
«В селе Зелёное 113  дворов, мы были счастливы, что живем почти в городе. Но условия хуже чем в отдаленных селах. Газ провели выборочно, то есть в акимат, заправку и т.д. А туда, где живут обычные люди, забыли. Мы писали письмо районному акиму, каждый день жалуемся, но пока никто не ответил», – рассказывает жительница села Балауса Сейлханова.
Аналогичная ситуация и в селе Мендикара Костанайской области. Если в 2010 году здесь насчитывалось около 2400 человек, то сейчас осталось всего 700. Жители села бросают свои дома и уезжают в другие регионы, потому что в селе нет ни питьевой воды, ни газа.
«Такое ощущение, как будто про нас забыли. Никто не интересуется, как у нас дела, как мы живем. Хотя аким каждый год дает отчет, что район полностью газифицирован. Только мы этого не заметили. Чтобы купить уголь, мы копим весь год, потому что уголь привозят из города. Если будет газ и вода, жить станет легче», – сетует пенсионерка Кулпаш Арзыметкызы.
Жителям аула Алшалы в Толебийском районе Туркестанской области тоже уже несколько лет подряд обещают провести голубое топливо. И хотя в некоторых соседних селах уже есть газ, на аул Алшалы не хватает денег. Некоторые жители уже отчаялись ждать помощи властей и готовы сами оплатить проведение газопровода. Хотя удовольствие это недешевое – 150 тысяч тенге (341 доллар США) с каждого частного дома.
«Уголь у нас невысокого качества, зимой покупаешь за баснословную сумму, но греет плохо. У меня ребенок постоянно болеет, сама простудила почки, хотя наш регион считается теплым. Газовые баллоны очень дорогие, покупаем раз в два месяца, экономим. Сейчас готовлю на улице. Из-за этого иногда случаются пожары. Все время боюсь, что будет дуть ветер, когда буду готовить. Уже не верю, что когда-нибудь  у нас дома будет природный газ», – рассказывает жительница села Сайра Биболат.
Столица Казахстана – город Нур-Султан – тоже полностью не газифицирована. За последние 30 лет было разработано как минимум три нереализованных проекта. На сегодняшний день газ есть всего в двух районах – это около 3,5 тыс. домов. Для этого построили свыше 680 км газораспределительных сетей, подвели внутриквартальные сети.
Вопрос газа в Казахстане – один из ключевых и в январе 2022 года именно он стал толчком к массовым протестам по всей стране, а затем беспорядкам. Из-за отсутствия газопроводов часть населения покупает сжиженный газ в баллонах, а в начале года его цена выросла вдвое.
2 января жители города Жанаозен Мангистауской области и города Актау вышли на митинг, требуя снизить цены на топливо. На следующий день многочисленные группы митингующих начали выходить на акции протеста в Нур-Султане, позже к акциям присоединились жители Атырау, Алматы, Караганды, Уральска, Талдыкоргана, Кызылорды и Шымкента.
Затем протесты переросли в беспорядки. 6 января временное правительство ввело предельные цены на сжиженный газ и бензин сроком на полгода, а также мораторий на 180 дней на повышение коммунальных тарифов.
По данным ОПЕК 2020 года, Казахстан занимает 19 место в мире и четвертое место среди государств СНГ по запасам газа.
Добыча газа в стране стабильно росла до 2019 года, а затем темпы производства немного упали. Но большая часть добываемого в Казахстане голубого топлива идет на экспорт.
В Казахстане есть генеральная схема газификации страны до 2030 года, которая должна обеспечить максимально экономически оправданный уровень газификации населения и увеличить долю потребления газа в структуре топливно-энергетического баланса страны.
Согласно документу, проводить голубое топливо планировалось только в населенные пункты, которые расположены недалеко от крупных магистральных газопроводов. Газификация Карагандинской и Северо-Казахстанской областей, а также Тарбагатайского района Восточно-Казахстанской области не предусматривалась.
«К отдалённым населенным пунктам, да ещё и с малой численностью населения, просто экономически невыгодно тянуть многокилометровые ответвления под газопроводы, так как потребность в газе намного ниже, чем затраты на разработку. Чтобы такие проекты были экономически выгодными, нужны крупные инвесторы или субсидии от государства. Только тогда до отдаленных сел дойдет голубое топливо», - говорит экономист и проектный менеджер информационно-аналитического центра «Kulan» Нурлан Сауырбаев.
На заседании правительства в конце мая 2022 года премьер-министр поручил до 1 июля внести на рассмотрение актуализированный проект генеральной схемы газификации. В том числе обсуждается и вопрос подключения к газу северных и восточных регионов страны.
Рассматривается два варианта подключения. Первый - от российских источников. Маршрут пройдет через Барнаул – Рубцовск – Семей – Усть-Каменогорск с ответвлением в город Павлодар, а также Ишим – Петропавловск – Кокшетау – Нур-Султан.
Альтернативный вариант газоснабжения - подача газа с магистрального газопровода «Сарыарка», который сейчас находится в процессе строительства.
Окончательное решение будет принято осенью. До 1 сентября профильные органы должны провести комплексную оценку рассматриваемых вариантов.

#### Прогнозируемый дефицит газа
Ежегодно на газификацию страны из госбюджета выделяется около 36-40 млрд тенге (82-91 млн долларов США). По заявлениям чиновников, работы по газификации населенных пунктов идут, но мешает бумажная волокита, коррупция, аварии на заводах и низкая цена на газ. Кроме того, по словам министра энергетики Болата Акчулакова, основная масса магистральных газопроводов была построена еще в советское время и сегодня они требуют больших капитальных вложений для безопасной эксплуатации.
«Доработан комплексный план газовой отрасли и внесен в правительство, в ближайшее время мы ожидаем, что он будет утвержден в постановлении правительства. Сейчас производство не растет, потому что частый ремонт изношенных заводов периодический приводит к снижению общей выработки сжиженного газа. Для бесперебойной газификации необходима модернизация системы», - сказал Акчулаков, выступая на правительственном часе в парламенте 6 июня.
Основная часть объектов газоснабжения строится местными исполнительными органами за счет бюджетных средств путем заключения договора с подрядными организациями. Затем готовые объекты должны передаваться «QazaqGaz» для дальнейшей эксплуатации. По состоянию на 2020 год, общее количество непереданных объектов по республике составляло 1227 объектов стоимостью 302 млрд тенге (687,31 млн долларов США). Министерство энергетики предлагает внести изменения в бюджетный кодекс, чтобы за освоение денег и за качество объектов отвечала компания «QazaqGaz».
«QazaqGaz» является портфельной компанией госфонда «Самрук-Казына». Компания управляет централизованной инфраструктурой по транспортировке товарного газа по магистральным газопроводам и газораспределительным сетям, обеспечивает международный транзит и занимается продажей газа на внутреннем и внешнем рынках, разрабатывает, финансирует, строит и эксплуатирует трубопроводы и газохранилища.
Но вместе с повсеместной газификацией возникает и другая проблема. При растущем уровне потребления эксперты прогнозируют Казахстану дефицит газа с 2024 года - потребности внутреннего рынка превысят доступные ресурсы газа примерно на 1,7 млрд кубометров.
Глава правления АО «QazaqGaz» Санжар Жаркешов сетует на то, что не хватает стимулирующих мер, а цена на газ слишком низкая, чтобы увеличивать объемы добычи голубого топлива.
«К 2030 году планируем увеличить добычу за счёт запуска новых проектов, а также за счёт переработки газа вместо сжигания и обратной закачки. Реализация генеральной схемы газификации будет продолжено с привлечением частных инвестиций и независимых газораспределительных организаций», - сообщил он на правительственном часе в парламенте 6 июня.
По его словам, в газовой отрасли Казахстана в ближайшие годы может начаться кризис и страна может прекратить экспорт газа. Четкого плана по выходу из этой ситуации у правительства пока нет. Но это повод к тому, чтобы вновь начать разговор о повышении стоимости голубого топлива для населения.

## Газификация
Газификация — один из приоритетов государственной политики в сфере энергетики. Развитием этого направления правительство пытается одновременно решить проблемы с обеспечением населения топливом и защиты окружающей среды.
По данным министерства энергетики Казахстана, в 2015 году уровень газификации составлял 42,98 %, а уже к концу 2019 года достиг 51 %. Рост обеспечивает строительство новых газопроводов, крупнейшим из которых стал магистральный газопровод «Сарыарка» протяжённостью более 1000 км, который позволил подвести газ в столицу Казахстана — город Астана. В декабре 2019 года был официально сдан в эксплуатацию первый этап строительства газопровода. Далее, по данным из национального энергетического доклада за 2019 год, после полного завершения строительства газопровода «Сарыарка», сетевым газом будут обеспечены 14 областей и все города республиканского значения. Охват населения составит более 2,7 млн человек в Астане, Жезказгане, Караганде и других населённых пунктах вдоль газопровода.
По состоянию на 1 января 2020 уровень газификации страны составил 51,47%, или 9,5 млн человек получили доступ к газу. На конец 2020 года ожидается достичь уровня газификации 53,07%
По состоянию на 2020 год, наиболее газифицированные регионы, уровень газификации которых составляет более 90%, это Атырауская область (99,6%), Мангистауская область (99,0%), Алматы (98,8%), Западно-Казахстанская область (96,2%), Шымкент (92,1%) и Актюбинская область (90,1%). При этом из 6 162 населённых пунктов страны газифицированы 1 468, или 24% от общего количества населённых пунктов. На конец 2021г. уровень газификации Жамбылской области составил 88,6% .
Государственная компания АО «КазТрансГаз», которая является национальным оператором газопроводов Казахстана, управляет магистральными газопроводами общей протяжённостью более 19 тыс. км и газораспределительными сетями протяжённостью более 48 тыс. км.